# Abinsk
Abinsk (en rus Абинск) és una ciutat del krai de Krasnodar de Rússia, centre administratiu del raion homònim. Està situada a la vora del riu Abín, afluent del riu Adagum, de la conca hidrogràfica del Kuban, a 69 km a l'oest de Krasnodar, la capital del krai. En 2010 tenia 34 510 habitants.
La ciutat més propera és Krimsk, 12 km a l'oest. Pertanyen a aquest municipi els khútors de Berejnoi, Korobkin i Proletari, i l'stanitsa de Xapsúgskaia.

## Demografia
| 1959*  | 1970*  | 1979*  | 1989*  | 2002*  | 2009   | 2010   |
| ------ | ------ | ------ | ------ | ------ | ------ | ------ |
| 11 800 | 21 200 | 25 251 | 29 182 | 33 734 | 34 405 | 34 510 |

La majoria de la població és russa (84,5%), encara que hi ha grups d'armenis, ucraïnesos, grecs, tàrtars i d'altres.
- Xapsúgskaia - Шапсугская (rus) - és una stanitsa a 14 km al sud-oest d'Abinsk i a 81 km al sud-oest de Krasnodar. Pertany a la ciutat d'Abinsk. L'àrea on hi ha la stanitsa de Xapsúgskaia fou habitada per una ètnia adigué, la xapsug. La població fou fundada per Aleksei Veliamínov el 1834 com a fortalesa, amb el nom de Nikolàievskoie. L'1 de juny de 1863 va rebre immigració cosaca de la mar Negra, i va esdevenir stanitsa i rebé el nom actual.
- Berejnoi - Бережной (rus) és a la riba del riu Abín, a 5 km al nord-oest d'Abinsk i a 72 km al sud-oest de Krasnodar.
- Korobkin - Коробкин (rus) és a 11 km al nord-est d'Abinsk i a 62 km al sud-oest de Krasnodar.
- Proletari - Пролетарий (rus) és a 7 km al nord-est d'Abinsk i a 63 km al sud-oest de Krasnodar.

## Història
L'any 1834, en l'emplaçament d'un assentament xapsug, el tinent general Aleksei Veliamínov va manar construir el fort d'Abínskaia. L'any 1863 es va concedir el dret a conrear la terra i assentar-se, convertint-se en una stanitsa. Aquí van ser exiliats els decembristas Aleksandr Bestújev, Aleksandr Odóievski i Pàvel Katenin. Va ser nomenada centre administratiu del districte homònim durant l'època soviètica (1935). En 1962 se li va atorgar l'estatus d'assentament de tipus urbà (Abinski) i el 1963, el de ciutat i el seu nom actual.

## Economia i transport
L'economia d'Abinsk es basa en les indústries alimentàries (conserves, vi), els materials de construcció i la transformació de la fusta (mobles, parquets). Hi ha així mateix una fàbrica metal·lúrgica. A la zona es conreen cereals, s'extreu petroli i mercuri.
La principal carretera que passa per la ciutat és la 'A146', que va de Novorossisk i Anapa fins a Krasnodar. Compta amb una estació de ferrocarril (Abínskaia) del ferrocarril del Caucas Nord.